# یواس‌سی‌جی‌سی اسپنسر (دبلیوام‌ئی‌سی-۹۰۵)
یواس‌سی‌جی‌سی اسپنسر (دبلیوام‌ئی‌سی-۹۰۵) (به انگلیسی: USCGC Spencer (WMEC-905)) یک کشتی است که طول آن ۲۷۰ فوت (۸۲ متر) می‌باشد. این کشتی در سال ۱۹۸۴ ساخته شد.